# VR Bank Mittelhaardt
Die VR Bank Mittelhaardt eG ist eine deutsche Genossenschaftsbank mit Sitz in der rheinland-pfälzischen Kreisstadt Bad Dürkheim im Landkreis Bad Dürkheim.

## Geschichte
Die heutige VR Bank Mittelhaardt eG wurde im Jahr 16. Dezember 1869 im damaligen Dürkheim gegründet. Das Vorgängerinstitut in Deidesheim wurde am 18. Februar 1891 gegründet.
Folgende Fusionen fanden nach der Gründung statt:
- 1939 – Fusion der Raiffeisenbank Wachenheim eGmuH mit dem Sitz in Wachenheim an der Weinstraße mit dem Wachenheimer Darlehnskassen- und Konsumverein eGmuH
- 1940 – Fusion des Spar- und Darlehnskassenverein eGmuH Gimmeldingen mit dem Sitz in Gimmeldingen mit dem Spar- und Darlehnskassenverein eGmuH Mußbach mit dem Sitz in Mußbach an der Weinstraße zum Spar- und Darlehnskassenverein eGmuH Mußbach (der späteren Raiffeisenbank Mußbach-Gimmeldingen eGmbH bzw. Raiffeisenbank Neustadt (Weinstr.) – Nord eGmbH) mit dem Sitz in Mußbach an der Weinstraße
- 1964 – Fusion der Raiffeisenkasse Deidesheim eGmbH mit dem Sitz in Deidesheim mit Raiffeisenkasse Forst eGmbH mit dem Sitz in Forst an der Weinstraße zur Raiffeisenbank Deidesheim eGmbH
- 1968 – Fusion der Raiffeisenbank Deidesheim eGmbH mit der Raiffeisenkasse Ruppertsberg eGmbH mit dem Sitz in Ruppertsberg zur Raiffeisenbank Deidesheim/Mittelhaardt eGmbH mit dem Sitz in Deidesheim
- 1969 – Fusion der Raiffeisenbank Neustadt (Weinstr.) – Nord eGmbH mit der Raiffeisenkasse Haardt eGmbH mit dem Sitz in Haardt an der Weinstraße und der Raiffeisenkasse Königsbach eGmbH mit dem Sitz in Königsbach an der Weinstraße
- 1976 – Fusion der Raiffeisenbank Gönnheim eG mit dem Sitz in Gönnheim mit der Raiffeisenbank Wachenheim eG zur Raiffeisenbank Wachenheim-Gönnheim eG mit dem Sitz in Wachenheim an der Weinstraße
- 1980 – Fusion der Raiffeisenkasse Ellerstadt eG mit dem Sitz in Ellerstadt mit der Raiffeisenbank Wachenheim-Gönnheim eG zur Raiffeisenbank eG Wachenheim
- 1990 – Fusion der Volksbank Bad Dürkheim eG mit dem Sitz in Bad Dürkheim mit der Raiffeisenbank eG Wachenheim zur Volks- und Raiffeisenbank Bad Dürkheim eG (der späteren VR Bank Bad Dürkheim eG)
- 1990 – Fusion der Raiffeisenbank Deidesheim/Mittelhaardt eG mit der Raiffeisenbank Niederkirchen eG mit dem Sitz in Niederkirchen bei Deidesheim zur Raiffeisenbank Mittelhaardt mit dem Sitz in Deidesheim

Im Jahr 1997 fusionierte die Raiffeisenbank Neustadt (Weinstr.) – Nord eG mit dem Sitz in Mußbach an der Weinstraße mit der Raiffeisenbank Mittelhaardt eG zur Raiffeisenbank Mittelhaardt Neustadt/Deidesheim eG mit dem Sitz in Mußbach an der Weinstraße.
Die heutige VR Bank Mittelhaardt eG entstand im Jahr 2002 aus der Fusion der VR-Bank Bad Dürkheim eG mit dem Sitz in Bad Dürkheim mit der Raiffeisenbank Mittelhaardt Neustadt/Deidesheim eG.

## Rechtsverhältnisse
Die VR Bank Mittelhaardt eG (lt. GnR „VR Bank Mittelhaardt e.G.“) ist im Genossenschaftsregister beim Amtsgericht Ludwigshafen a.Rhein unter GnR 10135 eingetragen.

## Organisationsstruktur
Rechtsgrundlagen sind das Genossenschaftsgesetz und die durch die Vertreterversammlung beschlossene Satzung. Organe der Bank sind der Vorstand, der Aufsichtsrat und die Vertreterversammlung.

## Sicherungseinrichtung
Die VR Bank Mittelhaardt eG ist der amtlich anerkannten Sicherungseinrichtung des Bundesverbandes der Deutschen Volksbanken und Raiffeisenbanken GmbH und der zusätzlichen freiwilligen Sicherungseinrichtung des Bundesverbandes der Deutschen Volksbanken und Raiffeisenbanken e.V. angeschlossen.

## Geschäftsausrichtung
Die VR Bank Mittelhaardt eG betreibt das Universalbankgeschäft. Im Verbundgeschäft arbeitet sie mit der DZ Bank, R+V Versicherung, Bausparkasse Schwäbisch Hall, Teambank, VR Leasing, DZ Hyp und der Union Investment zusammen.

## Geschäftsgebiet
Das Geschäftsgebiet liegt in der Mitte und im Norden des Landkreises Bad Dürkheim.
An diesen Orten betreibt die Bank Filialen:
- Bad Dürkheim (Hauptstelle, jur. Sitz)
- Wachenheim an der Weinstraße (Geschäftsstelle)
- Deidesheim (Geschäftsstelle)
- Mußbach (Geschäftsstelle)
- Weisenheim am Berg (SB-Geschäftsstelle)
- Ellerstadt (SB-Geschäftsstelle)
- Niederkirchen bei Deidesheim (SB-Geschäftsstelle)

## Gebäude
Ihr in Bad Dürkheim befindliches Verwaltungsgebäude steht unter Denkmalschutz. Dabei handelt es sich um einen großvolumigen Neurenaissancebau mit drei Stockwerken und einer bewegten Dachlandschaft, das in den Jahren 1906 und 1907 unter der Regie des Architekten Philipp Andresson entstand.